# Manifestations anti-Maïdan
Pour un article plus général, voir Troubles prorusses de 2014 en Ukraine.
Les manifestations antiMaïdan, constituent les manifestations hostiles au mouvement de l'Euromaïdan. Ils marquent le début de la guerre russo-ukrainienne et plus précisément de la guerre du Donbass dans de nombreuses villes de l'Est et du Sud de l'Ukraine, en 2014. Elles évoluent ensuite dans le Donbass (Ukraine orientale) en une insurrection armée séparatiste, à l'occasion de la guerre hybride menée par la Russie,.

## Contexte
Le 23 février 2014, le président du Parlement, Oleksandr Tourtchynov, proche de Ioulia Tymochenko est nommé président par intérim, jusqu'à l'élection présidentielle prévue pour le 25 mai. Le même jour, la résidence présidentielle de Ianoukovytch est nationalisée par le Parlement ukrainien et une enquête est ouverte sur des dirigeants de la police ayant pris part aux répressions. L'Ukraine reste fortement divisée entre l'ouest pro-européen, qui a pris le pouvoir, et le sud-est pro-russe. La possibilité d'une partition est même envisagée. Le Parti des régions, qui s'est officiellement séparé de Ianoukovytch, reste sceptique quant à la résolution des problèmes économiques du pays.
Les médias ukrainiens dévoilent peu à peu le luxe des résidences des anciens dignitaires du régime[source insuffisante]. Outre la résidence privée de Ianoukovytch (Mejyhiria), ils peuvent ainsi découvrir par exemple la résidence de l'ancien procureur général Pchonka. Le nouveau ministre de l'Intérieur, Arsen Avakov, annonce que des mandats d'arrêt pour « meurtres de masse » avaient été lancés à l'encontre de Ianoukovytch et d'autres anciens responsables. 

## Nationalités et langues dans la région de Donetsk (villes du Donbass)

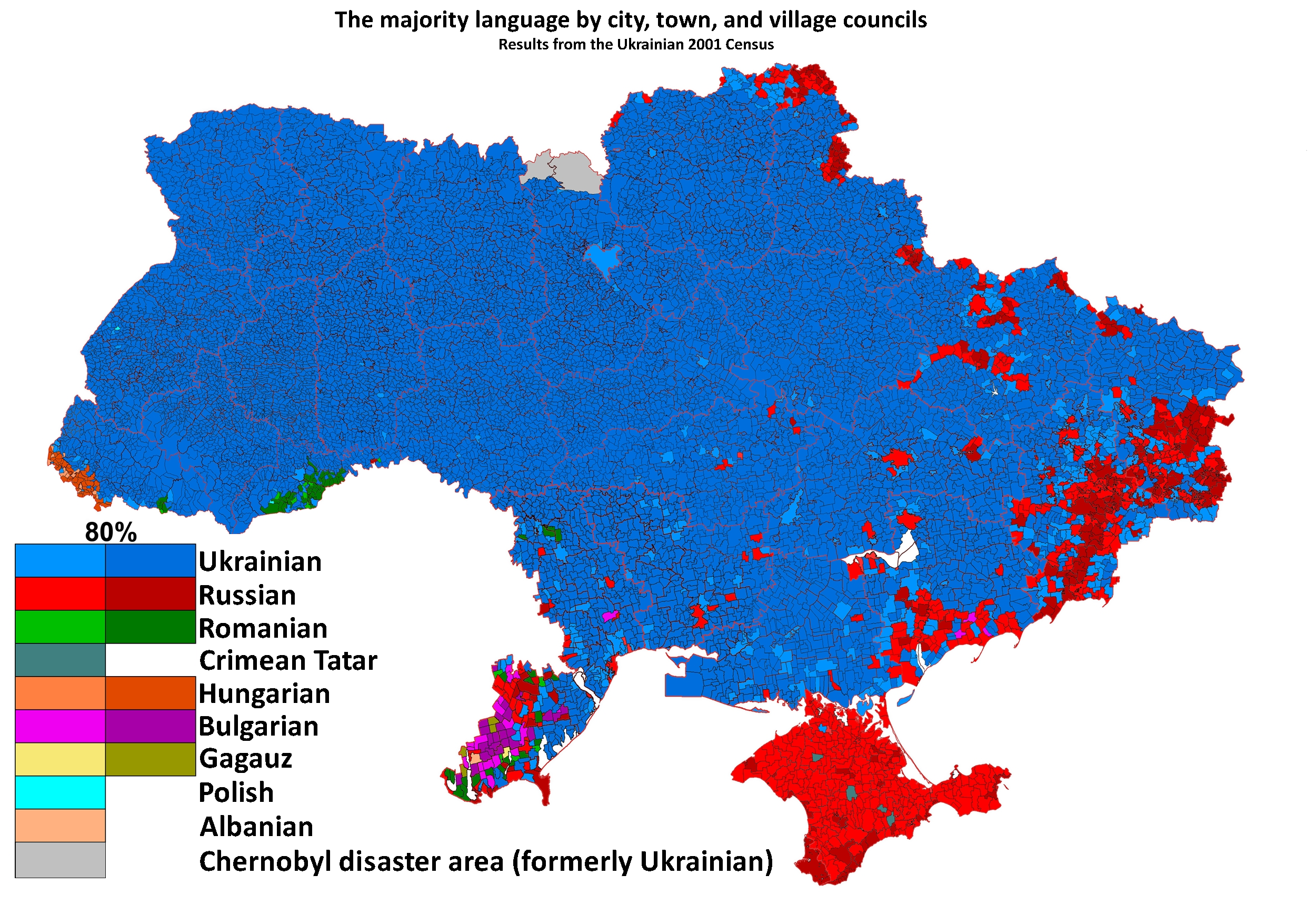
En rouge les secteurs comptant une population d'ethnie russe significative en Ukraine en 2001 (sans tenir compte de la langue russe pratiquée alors par la majorité de la population et comprise par tous).

| Villes             | Russes | Ukrainiens russophones | Ukrainiens ukrainophones |
| ------------------ | ------ | ---------------------- | ------------------------ |
| Donetsk            | 48,2 % | 35,9 %                 | 10,8 %                   |
| Artemivsk/Bakhmout | 27,5 % | 35,2 %                 | 34,1 %                   |
| Horlivka           | 44,8 % | 36,8 %                 | 14,6 %                   |
| Dzerjynsk          | 36,1 % | 40,7 %                 | 20,9 %                   |
| Droujkivka         | 32,2 % | 30,0 %                 | 34,4 %                   |
| Yenakiieve         | 51,4 % | 32,1 %                 | 13,2 %                   |
| Jdanivka           | 47,4 % | 37,1 %                 | 11,2 %                   |
| Kirovske           | 41,6 % | 37,8 %                 | 16,4 %                   |
| Kostiantynivka     | 37,7 % | 38,9 %                 | 20,4 %                   |
| Kramatorsk         | 26,9 % | 35,2 %                 | 35,0 %                   |
| Makiivka           | 50,8 % | 33,0 %                 | 12,0 %                   |
| Marioupol          | 44,4 % | 39,2 %                 | 9,5 %                    |
| Sloviansk          | 23,6 % | 30,2 %                 | 42,9 %                   |
| Torez              | 45,1 % | 35,5 %                 | 15,3 %                   |

## Opinion publique

Soulèvement pro-russe de 2014 en Ukraine.
Contrôlée par la Russie
Insurrection armée
Occupation de l'administration régionale
Manifestations

Selon un sondage mené par l'Institut national de sociologie de Kiev (en) du 8 au 16 avril 2014 dans les régions de l'Est, la majorité des habitants souhaite la décentralisation du pouvoir de Kiev dans les régions (45,2 %) tandis que 24,8 % des habitants soutiennent une fédéralisation du pays, mais la majeure partie des habitants (74 %) considèrent le président intérimaire Oleksandr Tourtchynov comme illégitime.
| Quelle forme d'État l'Ukraine devrait être                     | Réponse |
| -------------------------------------------------------------- | ------- |
| Unie                                                           | 19,1 %  |
| Unie mais décentralisation du pouvoir de Kiev dans les régions | 45,2 %  |
| Fédérale                                                       | 24,8 %  |
| Vote blanc/nul                                                 | 10,8 %  |

Un autre sondage mené toujours par l'Institut national de sociologie de Kiev du 8 au 18 février 2014 évalue le soutien d'une union de l'Ukraine avec la Russie. Il a été constaté que, dans l'ensemble, 12 % des personnes interrogées sont favorables à une union avec la Russie. Cependant, le soutien à une telle union s'est révélé beaucoup plus élevé dans certaines régions :
- 41,0 % Crimée ;
- 33,2 % oblast de Donetsk ;
- 24,1 % oblast de Louhansk ;
- 24,0 % oblast d'Odessa ;
- 16,7 % oblast de Zaporijia ;
- 15,1 % oblast de Kharkiv ;
- 13,8 % oblast de Dnipropetrovsk.

Dans un sondage mené du 14 au 26 mars par l'International Republican Institute, 26 à 27 % des personnes interrogées dans le sud et l'est de l'Ukraine considèrent l'Euromaïdan comme un coup d'État mais seulement 5 % des sondés de l'Ukraine orientale estiment que les russophones sont « certainement » sous pression ou menacés de la part des nouvelles autorités. 43 % des Russes ethniques ont toutefois soutenu la décision de la fédération de Russie d'envoyer son armée pour protéger les citoyens russophones d'Ukraine en Crimée. 1 habitant sur 3 de Donetsk se considère comme citoyen ukrainien. Le même sondage a déterminé que 66 % des résidents de Donetsk souhaitent rester dans l'Ukraine, tandis que 18,2 % souhaitaient une union avec la Russie et 4,7 % l'indépendance. Un deuxième sondage mené du 26 au 29 mars a montré que 77 % des résidents a condamné la prise des bâtiments administratifs, tandis que 16 % soutiennent ces actions. En outre, 40,8 % des citoyens de Donetsk sont pour l'unité de l'Ukraine, tandis que 26,5 % sont pro-russes.

## Déroulement

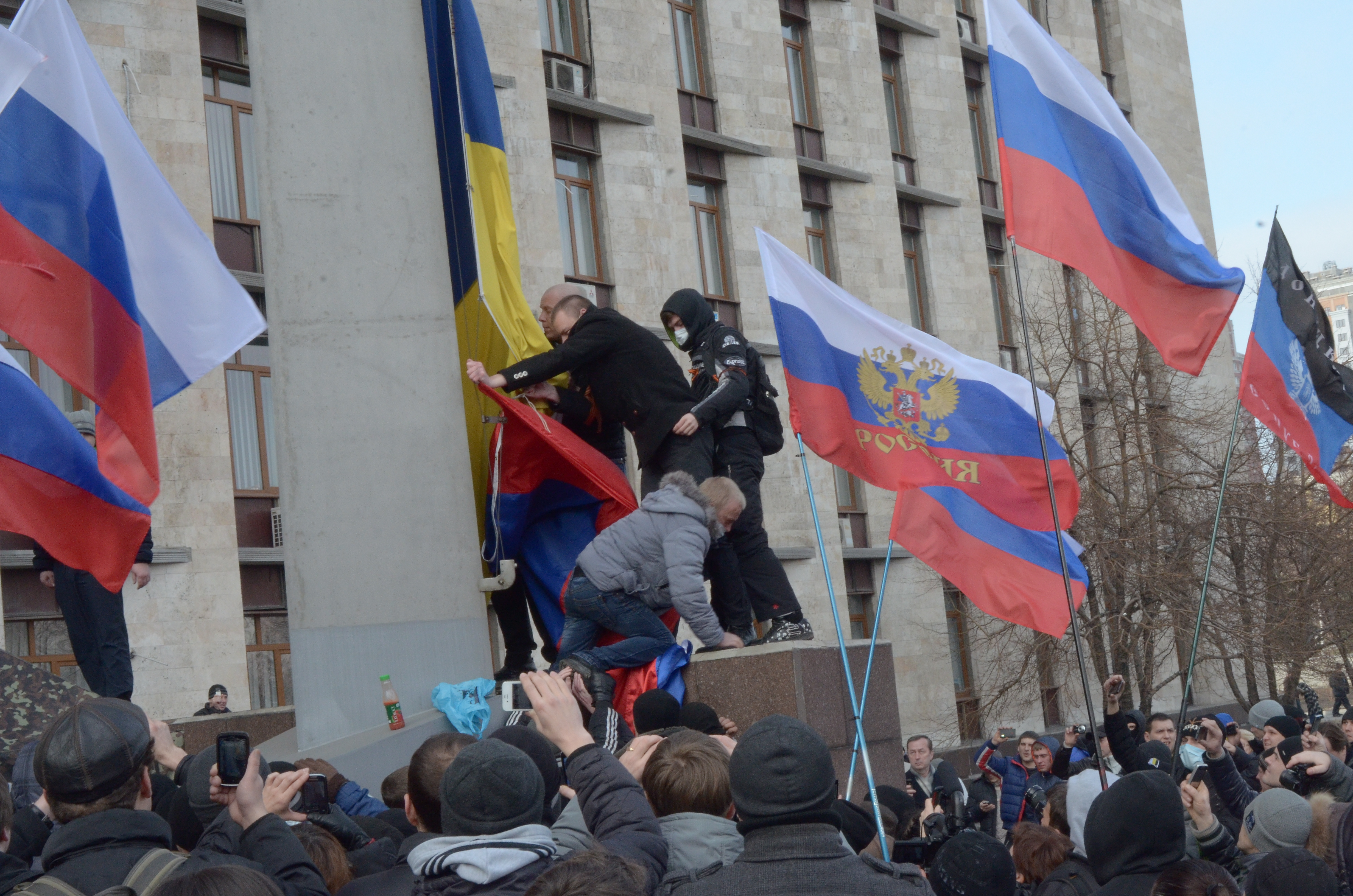
Manifestants pro-russes retirant un drapeau ukrainien d'un édifice, oblast de Donetsk, 1er mars 2014.

Le 23 février 2014, peu après le changement de pouvoir, les anti-Maïdan se manifestent dans le sud-est, notamment à Odessa, Donetsk et le Donbass, ou bien à Kharkiv où ils empêchent le déboulonnage de la statue de Lénine. Ce même jour, dans la même ville, des anti-Maïdan s'affrontent aux pro-Maïdan sur la place de la Liberté. Une partie de l'Est ne reconnaît pas les nouvelles institutions, ainsi que certains députés du Parti des régions, alors même qu'ils ont lâché Ianoukovytch. L'abolition de la loi sur les langues régionales, qui accordait au russe un statut de langue officielle dans l'Est et le Sud, provoque des tensions même si le président par intérim Tourtchinov explique ensuite qu'il ne fera pas entrer cette mesure en vigueur pour le moment. Dans le sud-est, des brigades d'autodéfense commencent à se former, notamment à Sébastopol. Dans cette ville, où se trouve une importante base navale louée par l'Ukraine à la flotte de la mer Noire russe ainsi qu'une population russophone, un nouveau maire pro-russe, Alexeï Tchaly, est élu à main levée pour « le retour à la stabilité ».
Le 1er mars, des manifestations pro-russes massives ont lieu dans les régions russophones du pays, notamment à Kharkiv, Donetsk ou Odessa.  
Le 16 mars, des manifestations pro-russes ont lieu dans les villes industrielles de l'est de l'Ukraine alors que la Crimée vote le même jour son rattachement à la Russie. À Donetsk, des manifestants pénètrent aux sièges du parquet et des services spéciaux, à l'issue d'une manifestation de deux mille personnes en faveur du rattachement à la Russie. À Kharkiv, ce sont six mille manifestants qui organisent, et ce malgré l'interdiction de la justice, un meeting-référendum pour plus d'autonomie et pour la « souveraineté » de la langue russe. Des milliers d'entre eux marchent ensuite vers les bureaux d'organisations nationalistes où ils brûlent drapeaux, livres et tracts devant l'entrée. Les partisans de Kiev décident de leur côté d'annuler leur manifestation afin d'éviter des provocations après qu'une personne a été poignardée à mort à Donetsk le 13 mars et que deux personnes ont été tuées dans la nuit du 14 au 15 mars à Kharkiv, au cours d'une fusillade impliquant nationalistes radicaux et militants pro-russes,. Le 25 mars, la diffusion de quatre grandes chaînes de télévision russes est interdite en Ukraine en raison de « mauvaise représentation des faits ».

Manifestations début avril
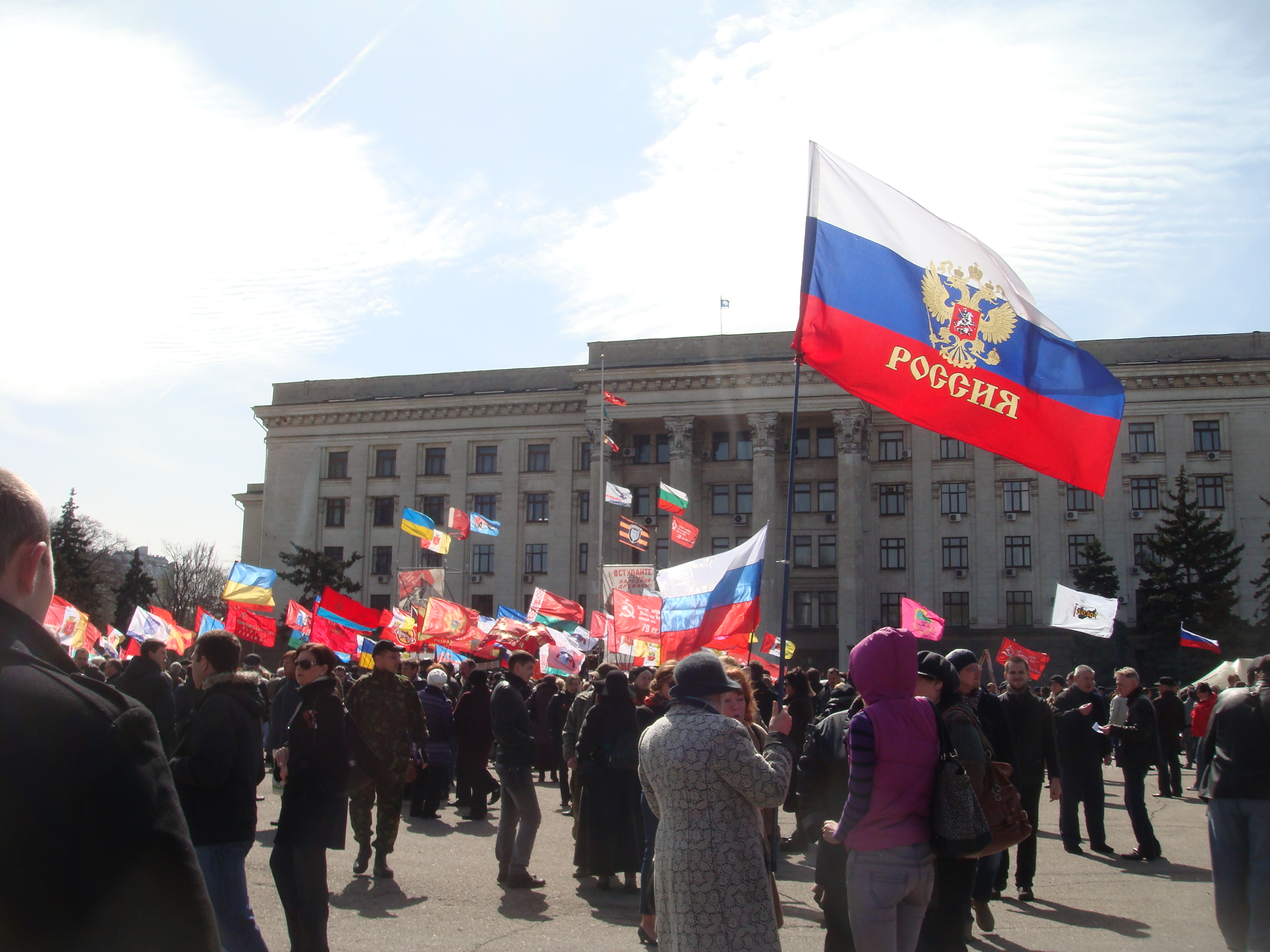
Manifestation pro-russe à Odessa, 6 avril 2014.
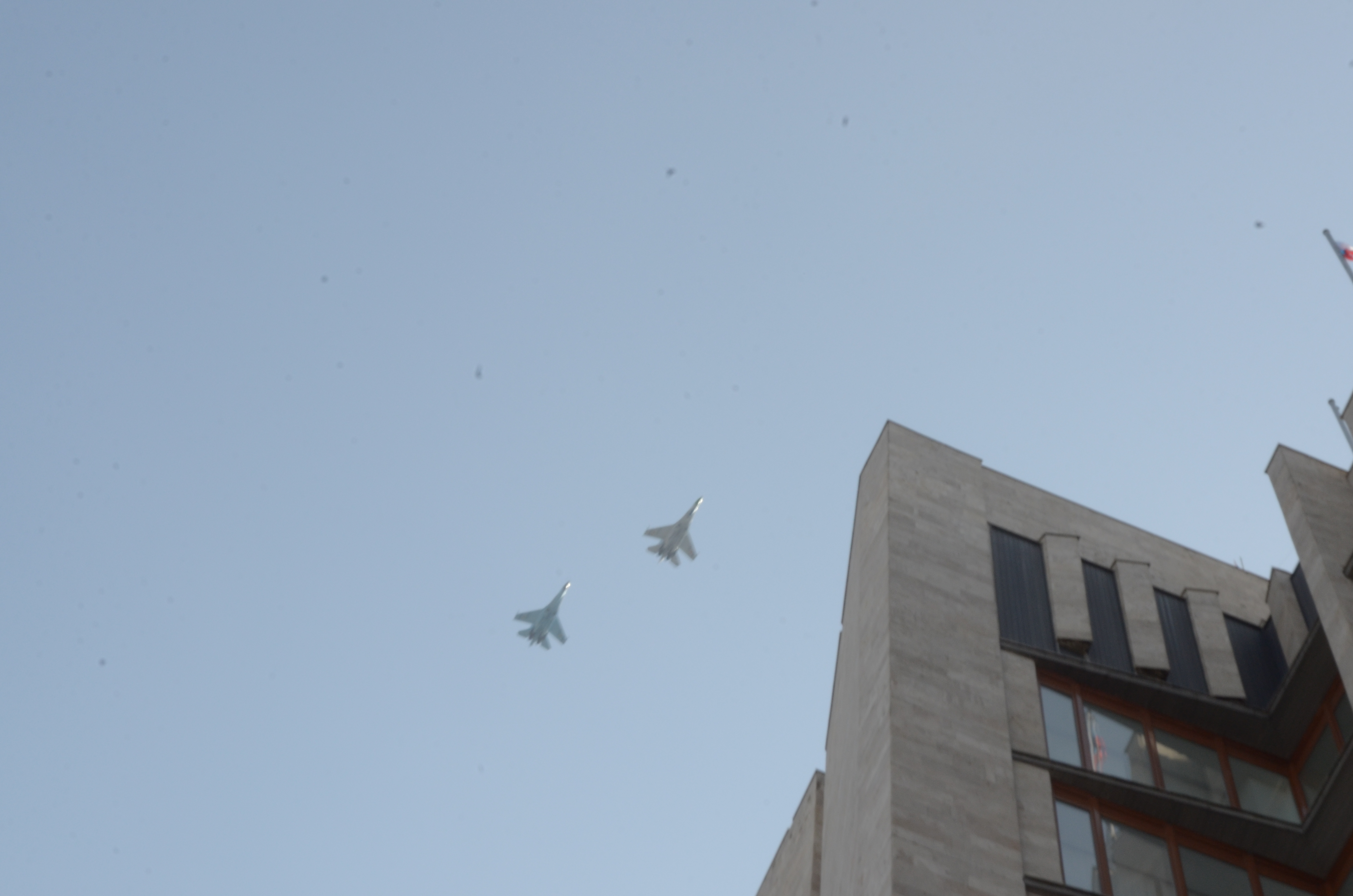
Avions de la force aérienne ukrainienne au-dessus de Donetsk, le 7 avril 2014.
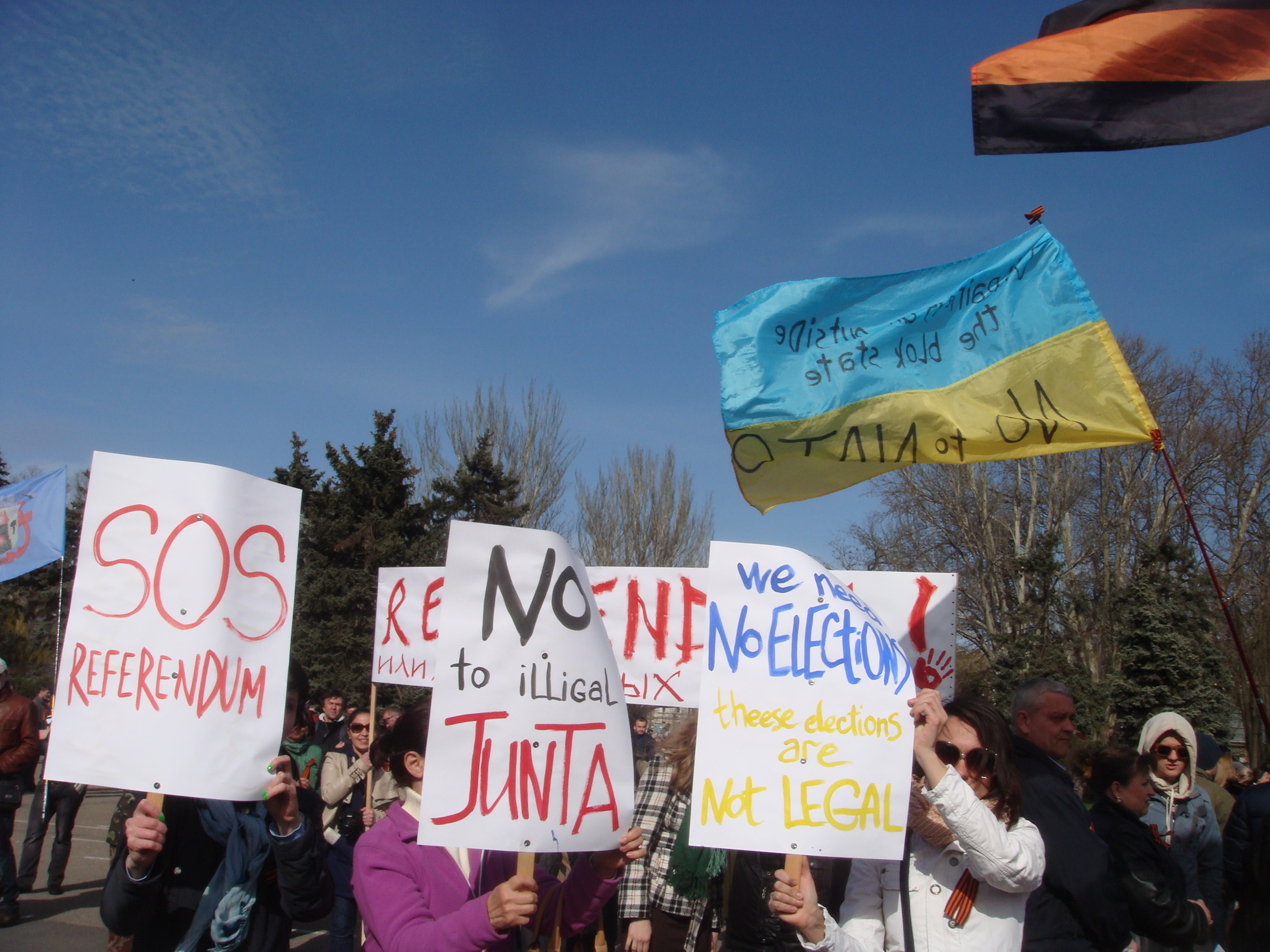
Manifestation à Odessa, 6 avril 2014.

Le 5 avril, le Service de sécurité d'Ukraine arrête un groupe de quinze personnes à Louhansk en possession de 300 mitrailleuses, un lance-roquettes anti-chars, 5 pistolets et des cocktails molotov. Selon les autorités ukrainiennes, le groupe planifiait de s'emparer de Louhansk (à quinze personnes) par la force le 10 avril. Le 7 avril, à la suite de la saisie du bâtiment gouvernemental de Donetsk par des manifestants pro-russes, la république populaire de Donetsk est proclamée et les séparatistes annoncent la tenue d'un référendum sur le statut de la ville, le 11 mai. Le lendemain, la Russie met en garde que l'utilisation de la force par les autorités ukrainiennes pour réprimer les protestations dans l'est du pays pourrait mener à une guerre civile.

### Principales manifestations pro-russes
| Manifestations par région | Ville        | Nombre de manifestants | Date       | Références |
| ------------------------- | ------------ | ---------------------- | ---------- | ---------- |
|                           | Sébastopol   | 2 000+                 | 23 février | [ 28 ]     |
| Kertch                    | 200          | 24 février             | [ 29 ]     |            |
| Simferopol                |              | 26 février             | [ 30 ]     |            |
| Odessa                    | 5 000-20 000 | 1er mars               | ,          |            |
| Marioupol                 | 2 000-5 000  | 1er mars               | ,          |            |
| Dnipropetrovsk            | 1 000–3 000  | 1er mars               | [ 35 ]     |            |
| Mykolaïv                  | 5 000–6 000  | 2 mars                 | [ 36 ]     |            |
| Kherson                   | 400          | 2 mars                 | [ 37 ]     |            |
| Louhansk                  | 10 000       | 9 mars                 | [ 38 ]     |            |
| Donetsk                   | 2 000-15 000 | 6 avril                | ,          |            |
| Kharkiv                   | 2 000        | 6 avril                | [ 41 ]     |            |
| Zaporijia                 | 5 000        | 6 avril                | [ 42 ]     |            |
| Louhansk                  | 1 000        | 6 avril                | [ 43 ]     |            |
| Kiev                      | 30           | 22 juin                |            |            |

### Contre-manifestations pro-ukrainiennes
| Manifestations par région | Ville         | Nombre de manifestants | Date       | Références |
| ------------------------- | ------------- | ---------------------- | ---------- | ---------- |
|                           | Kharkiv       | 30 000                 | 22 février | [ 44 ]     |
| Simferopol                | 5 000         | 26 février             | [ 45 ]     |            |
| Dnipropetrovsk            | 10 000        | 2 mars                 | [ 46 ]     |            |
| Sumy                      | 10 000+       | 2 mars                 | ,          |            |
| Mykolaïv                  | 5 000–10 000  | 2 mars                 | [ 50 ]     |            |
| Kiev                      | 8 000         | 2 mars                 | [ 50 ]     |            |
| Zaporijia                 | 5 000+        | 2 mars                 | ,          |            |
| Tchernihiv                | 2 000+        | 2 mars                 | [ 49 ]     |            |
| Jytomyr                   | 2 000         | 2 mars                 | [ 49 ]     |            |
| Tcherkassy                | 1 000+        | 2 mars                 | [ 53 ]     |            |
| Kryvyï Rih                | 1 000+        | 2 mars                 | [ 48 ]     |            |
| Poltava                   | 1 000+        | 2 mars                 | [ 48 ]     |            |
| Donetsk                   | 5 000         | 5 mars                 | [ 54 ]     |            |
| Kirovohrad                | 100           | 9 mars                 | [ 55 ]     |            |
| Kherson                   | 3 000         | 22 mars                | ,          |            |
| Odessa                    | 10 000–15 000 | 30 mars                | [ 58 ]     |            |
| Kramatorsk                | 200           | 30 mars                | [ 59 ]     |            |
| Louhansk                  | 1 000         | 13 avril               | [ 60 ]     |            |
| Donetsk                   | 5 000-7 000   | 17 avril               | ,          |            |
| Kramatorsk                | 1 000         | 17 avril               | [ 63 ]     |            |
| Kryvyï Rih                | 10 000+       | 19 avril               | [ 64 ]     |            |
| Marioupol                 | 1 000+        | 23 avril               | [ 65 ]     |            |
| Tcherkassy                | 4 050         | 1er mai                | [ 66 ]     |            |